# Дијего Лугано
Дијего Алфредо Лугано Морено (шп. Diego Alfredo Lugano Moreno; 2. новембар 1980, Канелонес) је бивши уругвајски фудбалер и репрезентативац који је играо на позицији централног одбрамбеног играча.

## Каријера
Током каријере наступао је и за домаће клубове Насионал, Плаза Колониа, као и за чувени бразилски клуб Сао Пауло. Играјући за Сао Пауло, током 2005. године освојио је домаћи шампионат, Куп Либертадорес, као и Светско клупско првенство, где је у финалном мечу који је Сао Пауло добио против Ливерпула (1—0) он проглашен најбољим играчем. Од 2006. до 2011. године био је члан Фенербахчеа, а 2011. је потписао за Пари Сен Жермен

## Репрезентација
За репрезентацију је дебитовао у пријатељском мечу против Хонгкога 2003. године. После повлачења Паола Монтера из репрезентације убрзо је постао стандардан и у међувремену преузео капитенску траку. Тренутно за национални тим одиграо је 41 утакмицу и постигао 4 поготка.